# Гибель детей в Красноярске
Гибель детей в Красноярске — нераскрытое преступление, связанное со смертью группы школьников в Красноярске в 2005 году. Пять мальчиков в возрасте 9—12 лет пропали в конце апреля 2005 года. В мае обгоревшие останки были обнаружены в городском коллекторе. Прокуратура возбудила уголовное дело по статье «убийство». Оперативно-разыскные мероприятия были поручены милиции Красноярского края, однако следственными органами не были найдены подозреваемые. Расследование продолжалось до 18 декабря 2007 года, когда Управление Следственного комитета при Прокуратуре Российской Федерации по Сибирскому федеральному округу вынесло постановление о приостановке дела с формулировкой «за отсутствием лица, подлежащего привлечению в качестве обвиняемого».

## Исчезновение и поиски
16 апреля 2005 года в Красноярске пропали пятеро детей — Максим Тауманов, Сафар Алиев, Галаш Мамедгасанов, Александр Лавренов и Дмитрий Макаров. Все они являлись учениками школы № 50. Рассматривалась версия побега из дома. Затем дети были объявлены в федеральный розыск. Прокуратурой было возбуждено уголовное дело по статье 126 УК РФ (похищение несовершеннолетних). 21 апреля дело было переквалифицировано на статью 105 УК РФ (убийство).
В поисках принимали участие все подразделения краевого ГУВД (более 5 тысяч человек) с использованием милицейского вертолёта.
8 мая в заброшенном коллекторе в районе химкомбината в Ленинском районе города были обнаружены обгоревшие останки тел детей.
9 мая вышло сообщение пресс-службы прокуратуры, где говорилось, что были обнаружены «один обугленный труп и подвергшиеся сильному термическому воздействию фрагменты нескольких тел», «остатки цепочки из металла белого цвета, обгоревший баллончик объёмом 300 мл, плохо сохранившиеся фрагменты одежды, кожаный ботинок, а также образцы копоти и пепла». «При первоначальном осмотре тел признаков насильственной смерти не обнаружено. Всё найденное в коллекторе доставлено в Красноярское бюро судебно-медицинской экспертизы». Начальник ГУ МВД по Сибирскому федеральному округу Юрий Сковордин отметил, что «фрагменты тел очень сильно обгорели, поэтому потребуется тщательная экспертиза, чтобы идентифицировать их», добавив, что «версия насильственных действий по отношению к ним исключается».
Останки были обнаружены в 300 метрах от дома, где жили дети. Родственники одного из погибших детей заявили ИТАР-ТАСС, что останки были подброшены в день обнаружения утром или предыдущей ночью, так как, по их словам, перед этим данные места неоднократно проверялись милицией и другими людьми. Родители также выразили недоверие действиям милиции. Как сказал «Независимой газете» отец погибшего Максима Тауманова:
Нас не пустили на место, на этот пустырь, выставили двойное оцепление. Но мы знаем, что там был свидетель: один местный пьянчужка, который помогал вытаскивать и грузить найденные тела. Он был не очень пьян, он был вменяемый абсолютно, и приехавший самым первым местный канал даже заснял его. Он рассказал, что тела были не обгоревшие и на них были явные следы удушения. Многие видели, что из коллектора доставали одежду. А теперь говорят, что всё было сожжено, что там был один прах и нужны экспертизы. Но ведь прокуратура сообщила, что нашли цепочку от брелка, от ключей. Почему нам не показали её? С нами никто не разговаривает. Нас не пустили на место обнаружения тел, а когда мы пытались попасть в морг — его опечатали и никого не пустили. Милиция, ГУВД всё старается списать на несчастный случай, они не хотят расследовать это дело.
Оксана Тауманова заявила: «Их убили, а потом сожгли. Я уверена, уверена на 100 процентов. Они не полезли бы сами в этот коллектор. Туда невозможно залезть, там узко и глубина больше 3 метров, это было невозможно».
Корреспондент газеты «Новые Известия» Евгений Латышев утверждал, что за день до нахождения останков в милицию поступили анонимные звонки, неизвестные советовали провести поиски в теплотрассе.
20 мая прокуратура Ленинского района Красноярска отказалась возбудить уголовное дело по статье 293 УК РФ (халатность) в отношении сотрудников милиции за недобросовестный поиск. Позднее прокуратура Красноярского края потребовала привлечь к дисциплинарной ответственности сотрудников милиции «за некачественный осмотр колодца с останками детей».
5 октября 2006 года отец Максима Тауманова был избит неизвестными, находясь в больнице, он отказался разговаривать с корреспондентом ИА REGNUM о нападавших. По факту избиения было возбуждено уголовное дело по статьи 112 УК РФ (умышленное причинение вреда здоровью, совершённое группой лиц).

## Расследование
Были назначены экспертизы по определению ДНК, пожаро-техническая, криминалистическая и химические экспертизы.
13 мая заместитель Генерального прокурора РФ Владимир Колесников заявил, что дети были убиты. При этом старший помощник прокурора края сообщила, что за два дня у следствия появились данные, позволяющие говорить об убийстве. В то же время пресс-секретарь Департамента уголовного розыска МВД России сказал, что в крови одного из погибших обнаружено превышение содержания углекислого газа в 10 раз. Данное обстоятельство, по мнению милиции, является подтверждением версии о несчастном случае.
20 мая губернатор Красноярского края Александр Хлопонин заявил в интервью радиостанции «Эхо Москвы»: «пока, исходя из тех предварительных анализов, которые мы на сегодня получили, следствие больше склоняется в сторону несчастного случая, нежели убийства», «окончательно ситуацию мы будем знать после получения подтверждения от остальных экспертиз». По словам Хлопонина, семьям погибших будет выделена материальная помощь в размере 30 тысяч рублей.
26 мая 2005 года следователь отдела Генеральной прокуратуры РФ в СФО заявил: «отрабатываются различные версии. В любом случае, следует исходить из того, что это убийство, поскольку данных о том, что это несчастный случай, нет», «убийство могло быть совершено, например, путём сожжения ещё живых детей».
Результаты экспертиз долгое время не оглашались. В сентябре 2006 года родственники установили палатки у коллектора в Ленинском районе и объявили голодовку, после чего им разрешили ознакомиться с результатами. Согласно экспертизам, Дмитрий Макаров умер в результате отравления продуктами горения, его родство с родителями было подтверждено на 98,8-99,5 %.
25 мая 2007 года представитель Генеральной прокуратуры РФ Татьяна Матюнина сообщила, что подозреваемые в этом деле отсутствуют. По её словам, «за всё время расследования по делу опрошено более тысячи свидетелей, проведено около 40 экспертиз».
Срок расследования продлевался до 18 ноября 2007 года. Расследованием занимался отдел Генеральной прокуратуры РФ в Сибирском федеральном округе.
18 декабря 2007 года управление Следственного комитета по Сибирскому округу вынесло постановление о приостановлении дела с формулировкой «за отсутствием лица, подлежащего к привлечению в качестве обвиняемого». Однозначных выводов о причинах и обстоятельствах гибели детей так и не было сделано: специалисты не смогли назвать точную причину их смерти, экспертиза не смогла установить, что все останки принадлежат пропавшим мальчикам.
В декабре 2024 года без выяснения обстоятельств и уточнений данных дело возобновили.